# Gevaar in de Lucht
Gevaar in de Lucht (Frans: Danger dans le ciel) is het derde album uit de Franco-Belgische strip Tanguy en Laverdure van Jean-Michel Charlier (scenario) en Albert Uderzo (tekening).
Het verhaal verscheen in voorpublicatie in het Franse stripblad Pilote van 30 maart 1961 (nummer 75) tot en met 25 januari 1962 (nummer 118). In 1963 werd het verhaal in albumvorm uitgegeven door Dargaud/Lombard. In het Nederlands verscheen het verhaal in 1971 meteen in albumvorm door Le Lombard. Het werd later wel nog met een nieuwe vertaling nogmaals gepubliceerd in het stripblad Eppo van nummer 44 van 1983 tot en met nummer 14 van 1984.

## Het verhaal
Tanguy en Laverdure melden zich aan op de vliegbasis  in Creil waar ze gaan vliegen met de Super Mystère B.2. De Fransen zijn bezig met het ontwikkelen van een vliegtuig dat verticaal kan opstijgen. Er geldt een absoluut vliegverbod boven de basis. Een buitenlandse mogendheid wil met een lijnvliegtuig en een onbekende maatschappij erover vliegen zonder al te veel argwaan te wekken, maar Tanguy vermoedt de spionage reeds nadat hij in de buurt van de basis en man in een boom foto's zag nemen. Tanguy zet de achtervolging in op het lijnvliegtuig dat vlucht naar Parijs om zo niet neergeschoten te kunnen worden. Via de Seine wil het vliegtuig naar de zee vluchten, boven de rivier komt hij niet op de radar als hij laag vliegt. Tanguy probeert hem in te halen door rechtdoor te vliegen en niet de loop van de rivier te volgen. Het vliegtuig vliegt tegen een hoogspanningskabel en ontploft. 